# Puente Llacolén
El puente Llacolén (del mapudungún: Llakolen ‘estar calmado’) es un puente carretero ubicado en la zona metropolitana chilena del Gran Concepción, en la Región del Biobío. Cruza el río Biobío conectando las comunas de San Pedro de la Paz y Concepción, siendo una extensión de la Avenida Los Carrera y la Avenida Costanera por el norte, y de la Avenida Pedro Aguirre Cerda y la Avenida Michimalonco por el sur. Se extiende de manera paralela al Puente Juan Pablo II y al puente Ferroviario, reemplazando al antiguo Puente Viejo. Su construcción duró alrededor de 2 años y se inauguró en febrero de 2000.
Después del terremoto de 2010, el Puente Llacolén fue la única vía capaz de comunicar Concepción con las comunas al sur del río Biobío y la Provincia de Arauco con la capacidad de soportar altos tonelajes (45 toneladas), hasta la construcción del Puente Chacabuco. 

## Descripción
Posee una longitud de 2157 metros, siendo el segundo más largo de Chile, superado por el Puente Juan Pablo II. La plataforma del puente es de 22 metros de ancho, salvo el extremo norte, donde se produce un ensanche en el nudo vial con Avenida Costanera. Posee dos pistas de circulación vehicular en cada sentido que, hasta antes del terremoto, se encontraban separadas por una estructura defensiva de hormigón para evitar que los vehículos pasen al sentido contrario. Por ser estructuras modulares, fueron retiradas para disminuir los esfuerzos de la deteriorada estructura luego del terremoto, siendo éstas reemplazadas por elementos reflectantes y tachas LED que se mantienen parpadeantes durante las noches y las cuales pueden ser vistas desde grandes distancias.
Además, presenta una gran cantidad de altas y potentes luminarias, evitando así, accidentes nocturnos. Posee un paseo peatonal de 3 metros de ancho, el cual posee bancas y permite ser usado también como ciclovía. El proyecto original consistía en generar un paseo que incluía incluso pequeños comercios sobre el viaducto. 
A la altura del centro del Puente, y a los costados de este, en el límite comunal entre San Pedro de la Paz y Concepción, se encuentran dos grandes estatuas, una que se encuentra de frente, al costado derecho del puente en dirección a San Pedro de la Paz, dando la bienvenida a la comuna, y que representa a San Pedro, y otra, que también se encuentra de frente, al costado derecho del puente en dirección a Concepción, dando la bienvenida al centro de la ciudad, y que representa a la Inmaculada Concepción.

## Historia

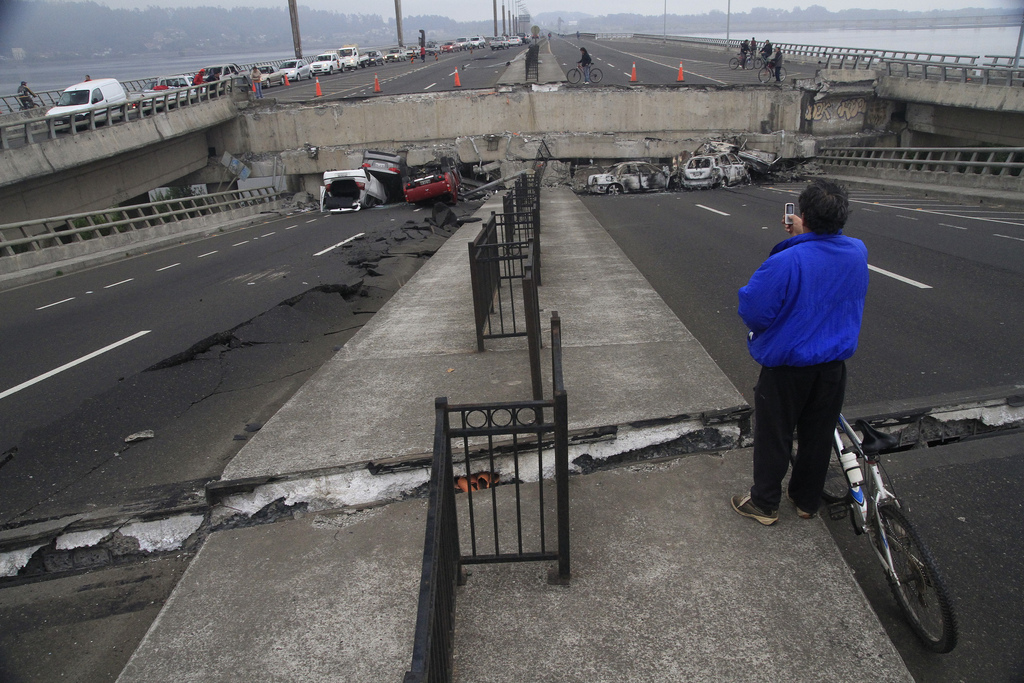
Puente Llacolén luego del terremoto del 27 de febrero de 2010.

El 27 de febrero de 2010, el puente sufrió el colapso de parte de su pista, debido a un fuerte terremoto que sacudió a la ciudad y al país.

### Reparación del puente
Producto del deterioro del puente, y de la alta congestión sobre este debido a la caída del ya cerrado Puente Viejo y la clausura momentánea del Puente Juan Pablo II, se retiraron las defensas centrales de hormigón con el objetivo de reducir el peso y evitar grandes esfuerzos en la estructura, apilándose éstas junto al acceso sur del puente.
Los accesos por el lado de Concepción se vieron muy afectados, quedando solamente una rampa en pie. Con el objetivo de restablecer la conectividad entre las comunas, se dispuso de 2 puentes mecanos que junto a la rampa que resistió el sismo comunicaron a los lados del puente. Además se limitó el acceso a camiones de no más de 15 toneladas para disminuir el tránsito y el peso sobre el puente.
El primer fin semana de septiembre de 2010 se procedió a retirar los puentes mecano y luego se colocó asfalto sobre el pavimento con el que se reconstruyó la sección afectada. Dichos trabajos se realizaron en horas de la madrugada con el fin de no afectar demasiado al tránsito de vehículos, sin embargo, igualmente se produjeron importantes atochamientos a ambos lados del viaducto.
El 29 de octubre de 2010, junto con la reapertura del Puente Juan Pablo II, se dio fin a la restricción vehicular del Gran Concepción, presente desde el terremoto, así como a la restricción de peso para el Puente Llacolén, quedando para tránsito de vehículos de hasta 45 toneladas, salvo en las horas puntas de la mañana.

## Toponimia
Recibe su nombre en honor a la leyenda, Llacolén, que señala que «En la laguna Chica de San Pedro, vivía el toqui Galvarino con su hija Llacolén, joven princesa mapuche de belleza», ya que el trazado de su acceso sur pasa cercano a dicha laguna.